# Secrétaire à l'Armée des États-Unis
Le secrétaire à l'Armée des États-Unis (en anglais : United States Secretary of the Army, abrégé en SA, SECARM ou SECARMY) est un haut responsable civil au sein du département de la Défense des États-Unis. Il est légalement responsable de tout ce qui concerne l'armée de terre des États-Unis (U.S. Army) : effectifs, personnel, réserve, installations, environnement, acquisition de systèmes et équipements d’armes, communication et gestion financière. 
Le secrétaire à l'Armée est nommé par le président des États-Unis et confirmé par le Sénat. Il est un officiel n'appartenant pas au cabinet, regroupant les principaux membres de l'exécutif américain autour du président, car il relève du secrétaire à la Défense. Le poste est créé le 18 septembre 1947, en remplacement du secrétaire à la Guerre, lorsque le département de la Guerre est divisé en deux départements distincts : le département de l'Armée et le département de la Force aérienne. 

## Rôles et responsabilités

Drapeau du secrétaire à l'Armée.

La haute direction du département de l'Armée comprend deux civils — le secrétaire à l'Armée et le sous-secrétaire à l'Armée — et deux militaires, officiers généraux à quatre étoiles — le chef d'état-major de l'armée de terre et le chef d'état-major adjoint de l'armée de terre. 
Le secrétaire à l'Armée (10 U.S.C. § 3013) dirige le département de l'Armée ; le chef d'état-major de l'armée de terre travaille directement pour l'occupant de la fonction. Le secrétaire présente et justifie les politiques, plans, programmes et budgets de l'armée au secrétaire à la Défense, à d'autres responsables du pouvoir exécutif et aux comités de défense du Congrès des États-Unis. Le secrétaire communique également au public les politiques, plans, programmes, capacités et réalisations de l'armée de terre. Si nécessaire, le secrétaire organise des réunions avec les hauts responsables de l'armée pour débattre des problèmes, donner des orientations et demander des conseils. Le secrétaire est membre du Defense Acquisition Board, responsable des achats de matériel militaire.
Le Code uniforme de la justice militaire confère au secrétaire à l'Armée diverses responsabilités, notamment le pouvoir de convoquer des cours martiales générales. Les autres tâches incluent la gestion des aides civiles au secrétaire du programme de l'armée.

## Bureau du secrétaire à l'Armée
Le Bureau du secrétaire à l'Armée est composé du sous-secrétaire à l'Armée, des secrétaires adjoints à l'Armée, de l'adjoint administratif du secrétaire à l'Armée, de l'avocat général du département de l'Armée, de l'inspecteur général de l'Armée, du chef de la liaison législative et du Comité des politiques des forces de réserve de l'Armée. D'autres fonctions peuvent être établies par la loi ou par le secrétaire à l'Armée. Pas plus de 1 865 officiers d'active de l'armée peuvent être affectés à des fonctions permanentes au sein du Bureau du secrétaire à l'Armée et de l'état-major de l'armée de terre. 
- Sous-secrétaire à l'Armée 
  - Secrétaire adjoint à l'Armée (achats, logistique et technologie)
  - Secrétaire adjoint à l'Armée (travaux de génie civil)
  - Secrétaire adjoint à l'Armée (gestion financière et contrôleur)
  - Secrétaire adjoint à l'Armée (installations, énergie et énvironnement)
  - Secrétaire adjoint à l'Armée (main-d'œuvre et affaires de la réserve)
  - Conseiller général de l'Armée
  - Assistant administratif du secrétaire à l'Armée

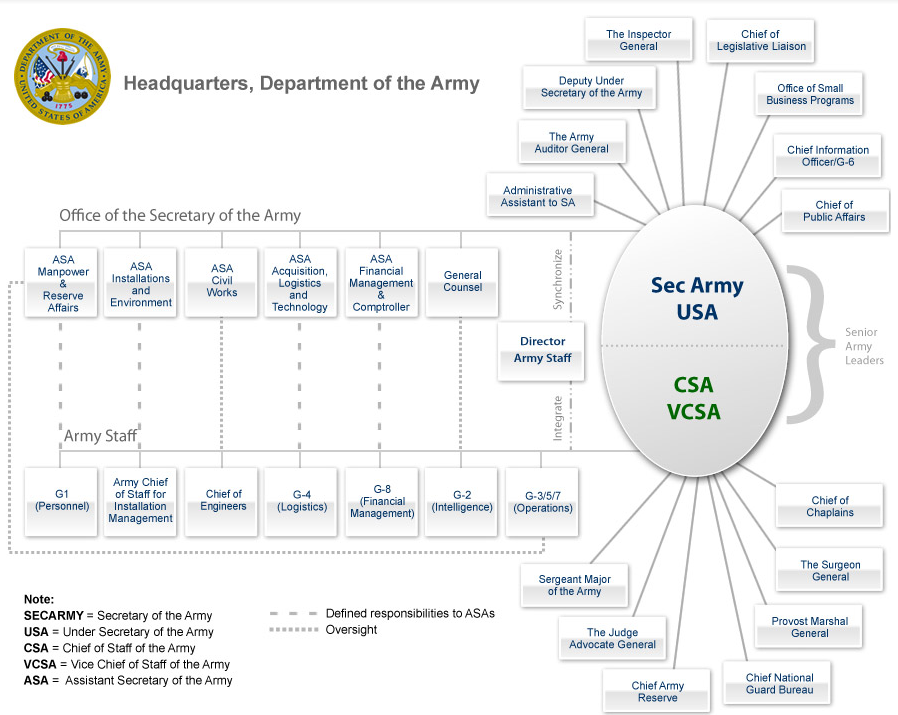
Diagramme illustrant l'organisation du bureau du secrétaire à l'Armée et ses relations avec l'état-major de l'armée de terre.

  - Inspecteur général de l'Armée

## Liste chronologique des secrétaires à l'Armée
Kenneth Claiborne Royall, dernier secrétaire à la Guerre, devient le premier secrétaire à l'Armée lorsque la loi de 1947 sur la défense nationale entre en vigueur. Gordon Gray est le dernier secrétaire à l'Armée ayant rang au cabinet, désormais confié au secrétaire à la Défense,. 
Avoir servi comme militaire n'est pas une obligation, mais bon nombre des secrétaires à l'Armée servent dans les Forces armées des États-Unis. Le secrétaire Stone (1989-1993) est le seul titulaire du poste à avoir servi dans une armée étrangère.
| Portrait | Nom                             | Dates de fonction                     | Sous la présidence de             |
| -------- | ------------------------------- | ------------------------------------- | --------------------------------- |
|          | Kenneth Claiborne Royall        | 18 septembre 1947 – 27 avril 1949     | Harry S. Truman                   |
|          | Gordon Gray                     | 28 avril 1949 – 12 avril 1950         | Harry S. Truman                   |
|          | Frank Pace                      | 12 avril 1950 – 20 janvier 1953       | Harry S. Truman                   |
|          | Earl D. Johnson par intérim     | 20 janvier 1953 – 4 février 1953      | Dwight D. Eisenhower              |
|          | Robert T. Stevens               | 4 février 1953 – 21 juillet 1955      | Dwight D. Eisenhower              |
|          | Wilber M. Brucker               | 21 juillet 1955 – 19 janvier 1961     | Dwight D. Eisenhower              |
|          | Elvis Jacob Stahr Jr.           | 24 janvier 1961 – 30 juin 1962        | John F. Kennedy                   |
|          | Cyrus Roberts Vance             | 5 juillet 1962 – 21 janvier 1964      | John F. Kennedy Lyndon B. Johnson |
|          | Stephen Ailes                   | 28 janvier 1964 – 1er juillet 1965    | Lyndon B. Johnson                 |
|          | Stanley R. Resor                | 2 juillet 1965 – 30 juin 1971         | Lyndon B. Johnson Richard Nixon   |
|          | Robert F. Froehlke              | 1er juillet 1971 – 14 mai 1973        | Richard Nixon                     |
|          | Howard H. Callaway              | 15 mai 1973 – 3 juillet 1975          | Richard Nixon Gerald Ford         |
|          | Norman Augustine par intérim    | 3 juillet 1975 – 5 août 1975          | Gerald Ford                       |
|          | Martin R. Hoffmann              | 5 août 1975 – 20 janvier 1977         | Gerald Ford                       |
|          | Clifford Alexander Jr.          | 14 février 1977 – 20 janvier 1981     | Jimmy Carter                      |
|          | Percy A. Pierre par intérim     | 21 janvier 1981 – 29 janvier 1981     | Jimmy Carter                      |
|          | John Marsh                      | 30 janvier 1981 – 14 août 1989        | Ronald Reagan George H. W. Bush   |
|          | Michael P. W. Stone             | 14 août 1989 – 20 janvier 1993        | George H. W. Bush                 |
|          | John W. Shannon par intérim     | 20 janvier 1993 – 26 août 1993        | Bill Clinton                      |
|          | Gordon R. Sullivan par intérim, | 28 août 1993 – 21 novembre 1993       | Bill Clinton                      |
|          | Togo West                       | 22 novembre 1993 – 4 mai 1997         | Bill Clinton                      |
|          | Robert M. Walker par intérim    | 2 décembre 1997 – 1er juillet 1998    | Bill Clinton                      |
|          | Louis Caldera                   | 2 juillet 1998 – 20 janvier 2001      | Bill Clinton                      |
|          | Gregory R. Dahlberg par intérim | 20 janvier 2001 – 4 mars 2001         | George W. Bush                    |
|          | Joseph W. Westphal par intérim  | 5 mars 2001 – 31 mai 2001             | George W. Bush                    |
|          | Thomas E. White                 | 31 mai 2001 – 9 mai 2003              | George W. Bush                    |
|          | Les Brownlee par intérim        | 10 mai 2003 – 18 novembre 2004        | George W. Bush                    |
|          | Francis J. Harvey               | 19 novembre 2004 – 9 mars 2007        | George W. Bush                    |
|          | Pete Geren                      | 9 mars 2007 – 21 septembre 2009       | George W. Bush Barack Obama       |
|          | John M. McHugh                  | 21 septembre 2009 – 1er novembre 2015 | Barack Obama                      |
|          | Eric Fanning par intérim        | 3 novembre 2015 – 11 janvier 2016     | Barack Obama                      |
|          | Patrick J. Murphy par intérim   | 11 janvier 2016 – 17 mai 2016         | Barack Obama                      |
|          | Eric Fanning                    | 17 mai 2016 – 20 janvier 2017         | Barack Obama                      |
|          | Robert Speer par intérim        | 20 janvier 2017 – 2 août 2017         | Donald Trump                      |
|          | Ryan McCarthy par intérim       | 2 août 2017 – 20 novembre 2017        | Donald Trump                      |
|          | Mark Esper                      | 20 novembre 2017 – 23 juillet 2019    | Donald Trump                      |
|          | Ryan McCarthy                   | 23 juillet 2019 - 20 janvier 2021     | Donald Trump                      |
|          | John E. Whitley (intérim)       | 20 janvier 2021 - 28 mai 2021         | Joe Biden                         |
|          | Christine Wormuth               | 28 mai 2021 - 20 janvier 2025         | Joe Biden                         |
|          | Mark Averill (intérim)          | 20 janvier 2025 - 25 février 2025     | Donald Trump                      |
|          | Daniel P. Driscoll              | Depuis le 25 février 2025             | Donald Trump                      |